# Pseudophasmatidae
A Pseudophasmatidae a rovarok (Insecta) osztályához és a botsáskák (Phasmatodea) rendjéhez tartozó család.

## Rendszerezés
A családba az alábbi nemzetségek és nemek tartoznak:
- Anisomorphini
- Heteronemiini Günther 1953 - szinonimája: Bacunculini Kirby 1896
  - Heteronemia
- Prisopodini
- Pseudophasmatini
- Stratocleidini
- Xeropsidini
  - Xeropsis
- Xerosomatini - szinonimája: Prexaspeini